# Centrum Studiów Polska-Azja
Centrum Studiów Polska – Azja (CSPA) – polski ośrodek typu think tank i portal internetowy zajmujący się Azją, założony w 2007 r. przez Radosława Pyffla i Sergiusza Prokurata, a prowadzony pod zwierzchnictwem Fundacji "Centrum Studiów Polska-Azja". Od 2016 prezeską CSPA jest Patrycja Pendrakowska.
Celem CSPA jest rozpowszechnianie wiedzy na temat Azji poprzez spotkania, prelekcje, wykłady oraz współpracę z mediami, a także pomoc polskim firmom, instytucjom i przedsiębiorcom w rozpoczęciu działalności w Azji. 

## Zespół
W skład zespołu CSPA wchodzi kilkunastu naukowców o statusie eksperta, redaktorów Centrum oraz redaktorów działów tematycznych.
Stałymi ekspertami Centrum są m.in. Patrycja Pendrakowska, dr hab. Agnieszka Kuszewska, dr Krystyna Palonka, dr Krzysztof Iwanek, dr Michał Lubina, Dominik Konieczny, Adrian Brona, dr Oskar Pietrewicz, Paweł Behrendt, Adrian Zwoliński, Jakub Piasecki, Roman Husarski oraz Paweł Szczap. 

## Obszar działalności
Centrum Studiów Polska- Azja organizuje konferencje i debaty poświęcone polityce, gospodarce i kulturze Azji, oferuje analizy ekspertów, komentarze tematyczne, wiadomości z regionu, przegląd artykułów popularnej prasy światowej, relacje z podróży i wywiady dotyczące następujących państw azjatyckich: Bangladesz, Brunei, Bhutan, Chiny, Filipiny, Hongkong, Indie, Indonezja, Japonia, Kambodża, Korea Południowa, Korea Północna, Laos, Malezja, Mjanma, Mongolia, Nepal, Pakistan, Singapur, Sri Lanka, Tajlandia, Tajwan, Timor Wschodni, Wietnam.
CSPA wspiera polskich autorów, obejmując patronatem medialnym książki o tematyce azjatyckiej: reportaże, powieści i analizy. W ostatnich latach były to m.in. „Pacyfik i Euroazja” dr Jacka Bartosiaka, „Tam” Nataszy Goerke, „Krewetka między wielorybami” Oskara Pietrewicza.
Do inicjatyw think tanku w ostatnich latach można zaliczyć: 
Maj 2017 organizacja panelu eksperckiego podczas Europejskiego Kongresu Gospodarczego w Katowicach. Tematem spotkania były chińskie inwestycje infrastrukturalne w Polsce I Europie Środkowo- Wschodniej.
Kwiecień 2017 organizacja panelu dyskusyjnego podczas targów Real Connect 2017 na temat chińskich inwestycji w nieruchomości w Polsce i Europie.
Marzec 2017 organizacja debaty pt. „Bezpieczeństwo morskie w Azji Wschodniej” o sporach terytorialnych na Morzu Południowochińskim wraz z Instytutem Nauki I Kultury Wietnamskiej na Collegium Civitas.

## Wpływ
- Eksperci i analitycy centrum realizują projekty dla instytucji państwowych, biorą udział w posiedzeniach Komisji Spraw Zagranicznych Sejmu RP oraz prowadzą konsulting biznesowy dla polskich firm. Z inicjatywy jednego z nich, Krzysztofa Iwanka, podjęto akcję[9][10] przyznania polskiego odznaczenia państwowego maharadży jamowi sahebowi Digvijayowisinhowiji, który został pośmiertnie odznaczony Krzyżem Komandorskim Orderu Zasługi Rzeczypospolitej Polskiej.
- Eksperci CSPA zapraszani są do mediów polskich[11][12][13][14] i zagranicznych, a ich wypowiedzi pojawiają się w głównych wydaniach telewizyjnych dzienników o zasięgu ogólnopolskim[15]
- Centrum jest obecne w mediach społecznościowych na platformach Facebook i Twitter
- CSPA prowadzi kanał na platformie YouTube, gdzie cyklicznie zamieszczane są komentarze ekspertów, relacje z konferencji i wywiady ze specjalistami